# Кунене (Ангола)
Кунене (порт. Cunene) - провінція в Анголі.
Провінція Кунене розташована на крайньому півдні Анголи. На північ від неї лежить провінція Уїла, на захід - провінція Намібе, на схід - провінція Квандо-Кубанго. На півдні Кунене проходить державний кордон між Анголою і Намібією. Через провінцію Кунене протікає річка Кунене, по якій також проходить кордон між Анголою і Намібією.
Площа Кунене становить 89 342 км ². Чисельність населення становить 242.332 людини (на 2006 рік). Головне місто провінції - Онджива.
У другій половині 1970-х - 1980-ті роки провінція Кунене була опорною базою для партизанів з сусідньої Намібії, у зв'язку з чим неодноразово піддавалась вторгненням з боку військ ПАР.